# 毒气室

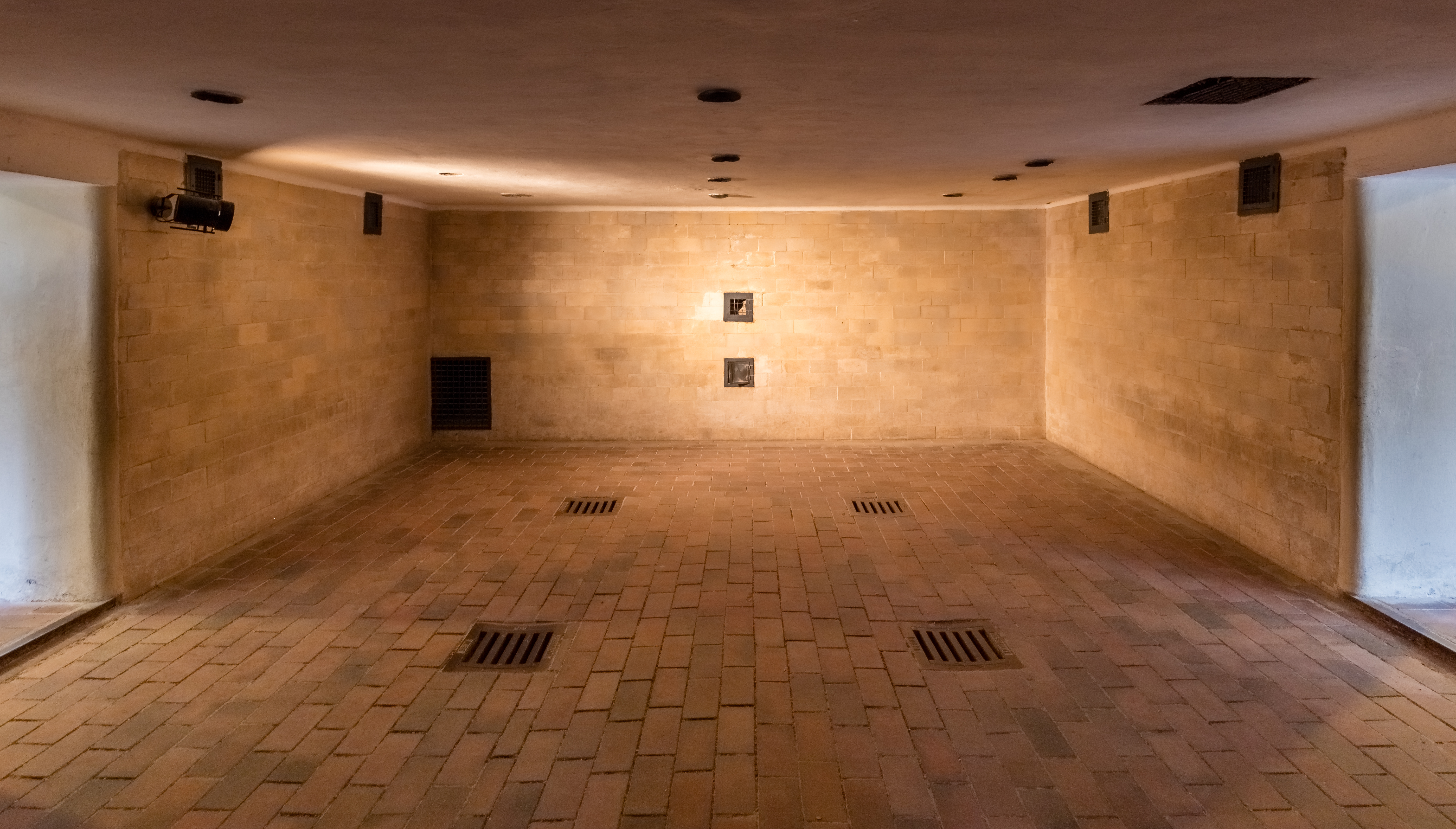
达豪集中营的毒气室

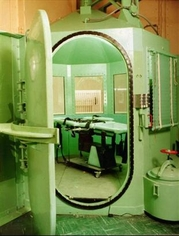

毒氣室，是一種自殺、他殺或者死刑的工具，方法是將自己或者別人、犯人等上鎖在一個封閉的空間，施放有毒气體，引發死亡。

## 簡史
如此的處死方式曾被蘇維埃俄國和蘇聯使用，用於處死富農和神職人員。二次世界大戰期間，毒氣室被納粹德國所使用，目的是种族灭绝。

## 美國
美國於過去曾以毒氣室作為處決罪犯的工具，多數是殺人犯。毒氣室行刑的成本為美國所有死刑執行方式裡最高的，其次是電椅。至今死刑犯仍可以選擇毒氣死刑。
現時有四個州，亞利桑那州，加利福尼亞州，密蘇里州和懷俄明州，作為次要的執行方式。
近年來，已有四個州增設了毒氣室－阿拉巴馬州（2018 年，已使用四次）、俄克拉荷馬州（2015 年）、路易斯安那州（2017 年，使用一次)  和密西西比州（2017 年） 。 這些州授權使用氮氣作為氣體，死刑犯將氮氣吸入管子，依照指令，只有氮氣流入死刑犯體內。 該技術稱為氮氣缺氧。 有關詳細信息，請參閱 [惰性氣體窒息]]。

## 例子
- 倫常慘劇：輕生者在家中自製「毒氣室」，燒炭，製造一氧化碳、施放煤氣自殺。